# Coriamyrtine
La coriamyrtine est une lactone sesquiterpénique (en) très toxique contenue dans les plantes du genre Coriaria, et particulièrement en France Coriaria myrtifolia. Elle est présente dans toute la plante mais surtout dans les jeunes pousses et les fruits.
C'est une molécule proche de la picrotoxine, ses effets sont convulsivants et proches des effets provoqués par la strychnine. Sans intervention médicale, elle peut entraîner le coma et la mort.
La coriamyrtine a été isolée, cristallisée et nommée en 1866, par M.J. Riban.

## Mode d'action
La coriamyrtine agit sur le système nerveux central, et son mode d'action serait proche de la picrotoxine: il s'agit d'un antagoniste des récepteurs GABAA.